# Уразбахты (Чишминский район)
Уразбахты (баш. Ураҙбахты) — село в Чишминском районе Башкортостана. Входит в состав Алкинского сельсовета.

## Географическое положение
Расстояние до:
- районного центра (Чишмы): 20 км,
- центра сельсовета (Узытамак): 9 км,
- ближайшей ж/д станции (Алкино): 10 км.

## История
В «Списке населенных мест по сведениям 1870 года», изданном в 1877 году, населённый пункт упомянут как деревня Уразбахтина 1-го стана Уфимского уезда Уфимской губернии. Располагалась при речке Узе, по Казанскому почтовому тракту из Уфы, в 35 верстах от уездного и губернского города Уфы и в 25 верстах от становой квартиры в деревне Берсюванбаш. В деревне, в 118 дворах жили 659 человек (329 мужчин и 330 женщин, татары — 95%), были мечеть, училище, почтовая станция, 2 водяные мельницы.

## Население
| 2002 | 2009 | 2010 |
| ---- | ---- | ---- |
| 483  | ↗498 | ↘452 |

### Национальный состав
Согласно переписи 2002 года, преобладающая национальность — татары (88 %).

## Известные уроженцы
- Фаизов, Файзрахман Валетдинович (1921—1998) — советский деятель сельского хозяйства, Герой Социалистического Труда.